# Misure e pesi in Toscana fino al XVI secolo
Sono qui riportate informazioni sulle unità di misura e pesi in Toscana fino al XVI secolo, successivamente uniformate con le riforme 1781-1782.

## XIV secolo

### Firenze
Nel 1342, a causa delle frodi sul calcolo della misura a colmo per il grano, si stabilì l'uso della sola misura a raso e, a compensazione, venne aumentata la dimensione dello staio.
(Giovanni Villani, Nuova Cronica, libro XIII, cap. XIII)

### Siena
Dal Costituto, contenente le norme comunali tra la fine del XIII e l'inizio del XIV secolo, si ricavano alcune indicazioni sulle unità di misura dell'epoca.
Misure di lunghezza
Per i commerci era stabilito il passetto, pari a due braccia, da segnare in pietra con estremi in ferro e che doveva essere posto in tre luoghi del mercato (I, 241). Per la misura dello zendado (drappo di seta sottile) si poteva utilizzare solo il braccio di canna di Siena (V, 170).
Misure di superficie
Per la misura dei terreni era indicato lo staio in semente (III, 116), che si intendeva pari a un quadrato di lato 60 braccia da canna (III, 203).
Misure di capacità per aridi
Lo staio doveva essere in ferro, non in rame (I, 118 e V, 134); nel maggio 1297 si stabilì che il comune dovesse tenere 12 staia in ferro ad uso del mercato (III, 49); nel maggio 1299 venne stabilita la corrispondenza tra lo staio e 40 libbre di farina (V, 417).
I bozoli dei mugnai per i cereali dovevano essere in rame con apertura di otto once (III, 147).
Nel maggio 1306 venne indicata la modalità di misura dello staio: una volta riempito poteva essere "percosso" con le mani una sola volta e poi veniva reso raso (V, 135).
Misure di capacità per liquidi
I barili potevano essere solo da mezzo staio, uno staio, due staia o tre staia.

## XV secolo

### Pisa
Dopo la conquista da parte di Firenze nel 1406, le unità di misura locali vennero soppresse; restò in uso solo lo staio pisano per grani (pari a circa 2,75 staia di Firenze) che diede origine al sacco da 3 staia.

## XVI secolo

### Firenze
Nel Compendium de agrorum corporumque dimensione di Pietro Maria Calandri sono contenute alcune indicazione sulle unità di misura in uso a Firenze.
Misure di lunghezza
Erano in uso il braccio da panno (o braccio universale) e il braccio da terra.
| Nome  | Nome             |
| ----- | ---------------- |
| canna |                  |
| 6     | braccio da terra |

Misure di superficie
| Nome            | Nome   | Nome    | Nome                    |
| --------------- | ------ | ------- | ----------------------- |
| Staioro a corda |        |         |                         |
| 12              | Panoro | Panoro  | Panoro                  |
| 144             | 12     | Pugnoro | Pugnoro                 |
| 1728            | 144    | 12      | Braccio quadro da terra |

| Nome            | Nome         | Nome                    |
| --------------- | ------------ | ----------------------- |
| Staioro a corda |              |                         |
| 48              | Canna quadra | Canna quadra            |
| 1728            | 36           | Braccio quadro da terra |

Lo staioro a seme era pari a circa il triplo dello staioro a corda ed era la superficie di terreno seminabile con uno staio di grano.
Lo staioro a corda conteneva circa 1540 braccia quadre da panno, ma nell'uso comune si considerava da 1600 braccia quadre da panno.
Misure di capacità per aridi
| Nome         | Nome  |
| ------------ | ----- |
| Braccio cubo |       |
| 9            | Staio |

Misure di capacità per liquidi
| Nome         | Nome   |
| ------------ | ------ |
| Braccio cubo |        |
| 5            | Barile |

Pesi
Ogni barile era considerato pari al volume di 120 libbre d'acqua.

### Siena
Dopo la conquista da parte di Firenze, con bando del 15 settembre 1574 veniva prescritta la misura del grano "a staio piano e rasiera tonda". Era cioè uno staio a raso, ma lo strumento utilizzato era incurvato.